# Strazele
Strazele (officieel: Strazeele) is een gemeente in de Franse Westhoek, in het Franse Noorderdepartement (Frans: département du Nord). De gemeente ligt in Frans-Vlaanderen in de streek het Houtland. Strazele grenst aan de gemeenten Kaaster, Vleteren, Merris, Oud-Berkijn en Pradeels. De gemeente telde 944 inwoners op 1 januari 2022.

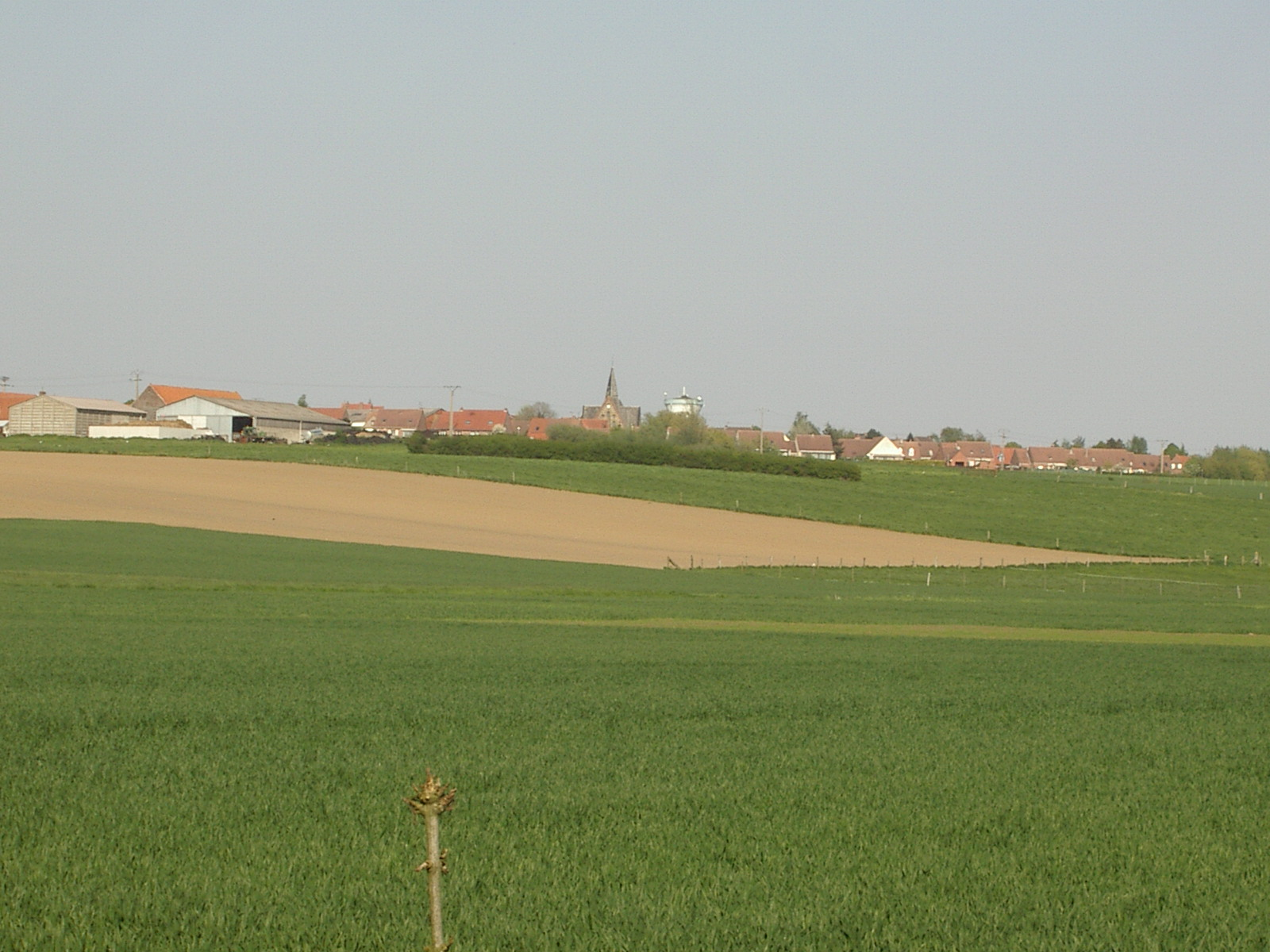
Strazele

## Geschiedenis en naam
Het grondgebied van de gemeente ligt langs het tracé van en oude Romeinse heirbaan tussen Kassel en Atrecht. Er bestaat duidelijkheid over dat het dorp werd gesticht in de zesde eeuw door Salische Franken. In 875 werd het vermeld als Stratsele en in 1160 als Stracelle. De naam is een samentrekking van de woorden straat en zeele die "huis langs de weg /straat" wil zeggen, een verwijzing naar de Romeinse heirbaan. Het dorp werd tijdens de Eerste Wereldoorlog volledig verwoest en van de kaart geveegd door bombardementen in april 1918.

## Geografie
De oppervlakte van Strazele bedroeg op 1 januari 2022 4,69 vierkante kilometer; de bevolkingsdichtheid was toen 201,3 inwoners per km².

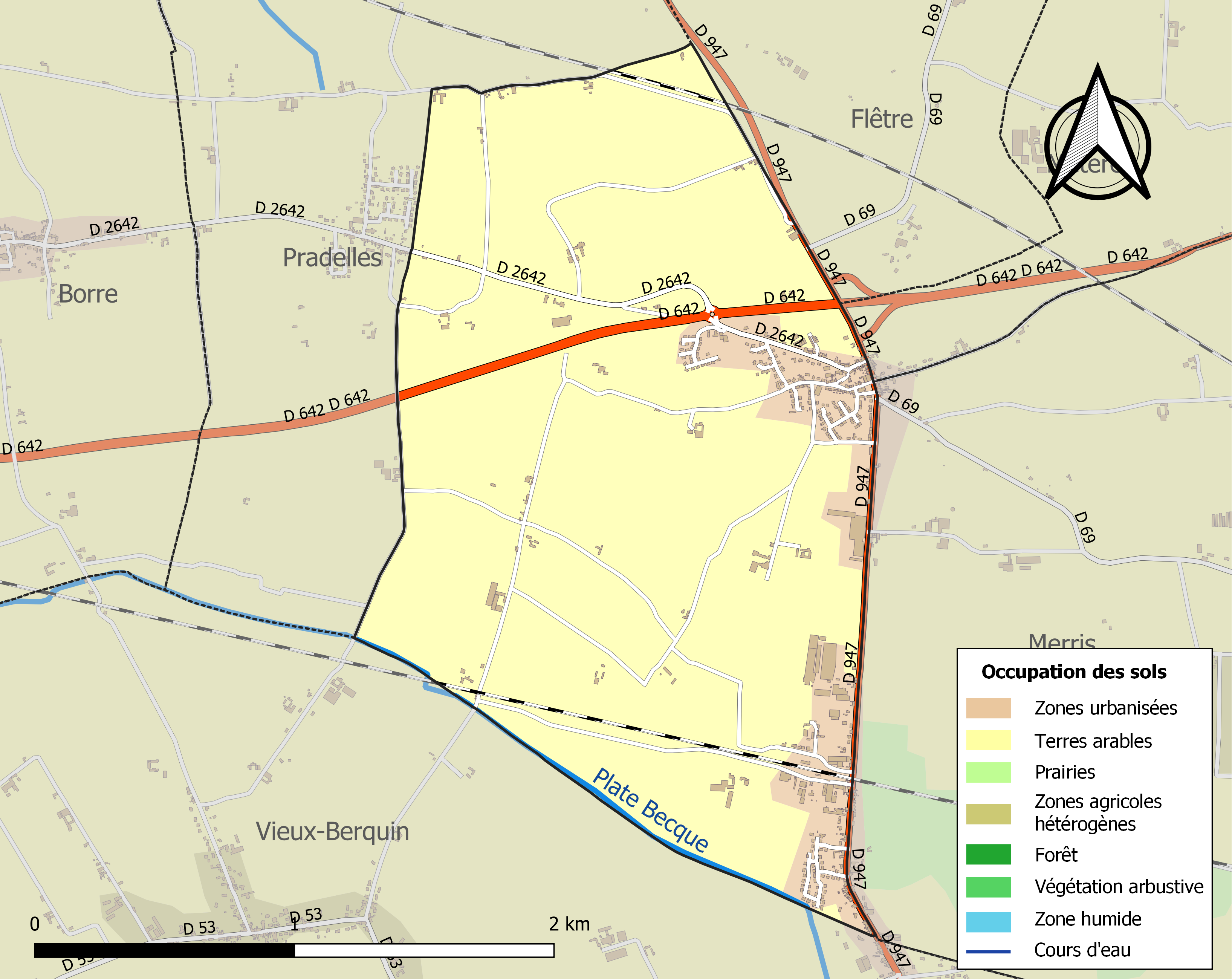
Kaart van de gemeente met belangrijkste infrastructuur, bodemgebruik en omliggende gemeenten

## Bezienswaardigheden
- De Sint-Maartenskerk (Église Saint-Martin)
- Op de gemeentelijke Begraafplaats van Strazele bevinden zich vijf Britse oorlogsgraven uit de Tweede Wereldoorlog.
- Een kapel, van 1932, gewijd aan de Pastoor van Ars.

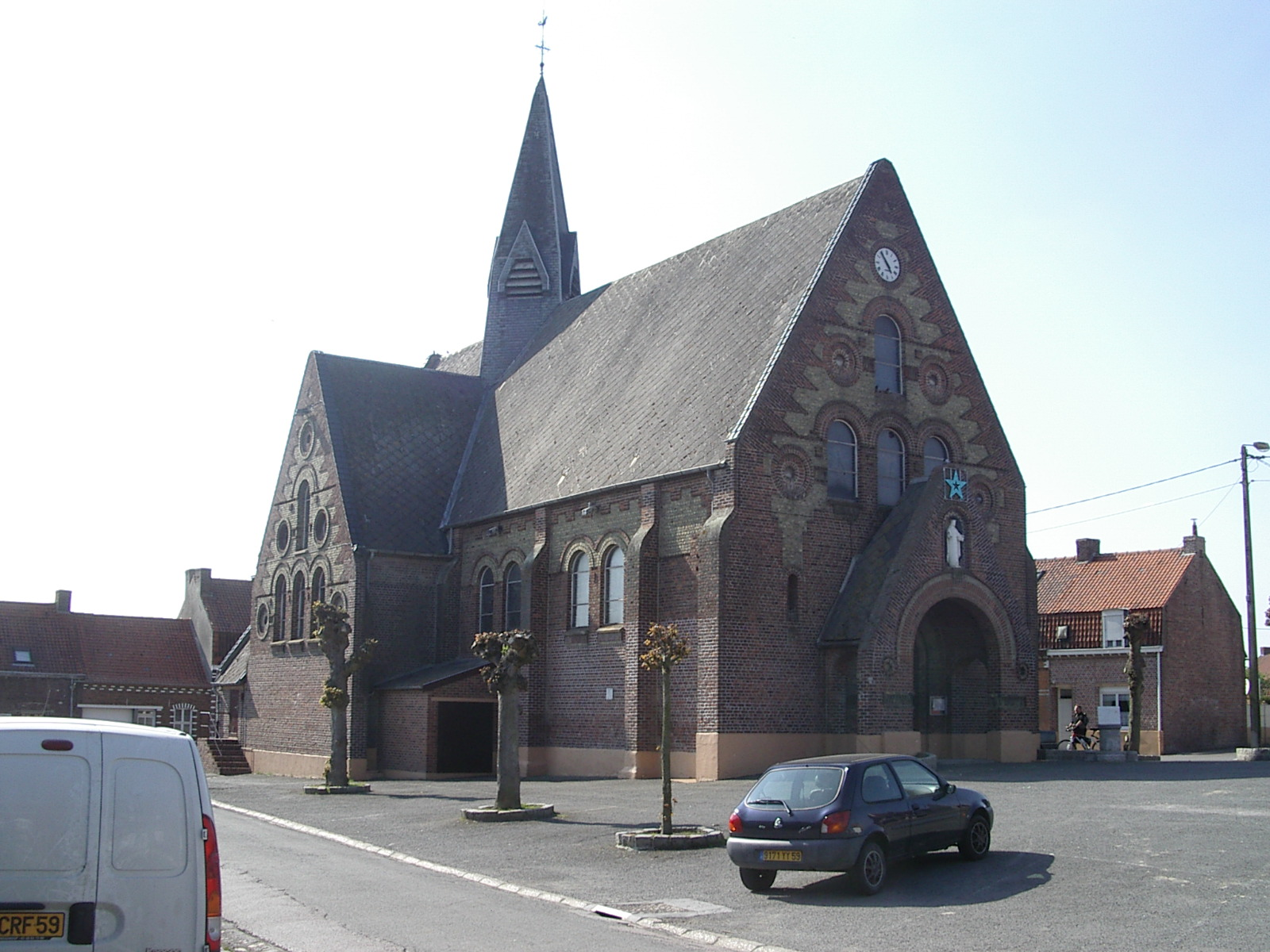
De Sint-Maartenskerk
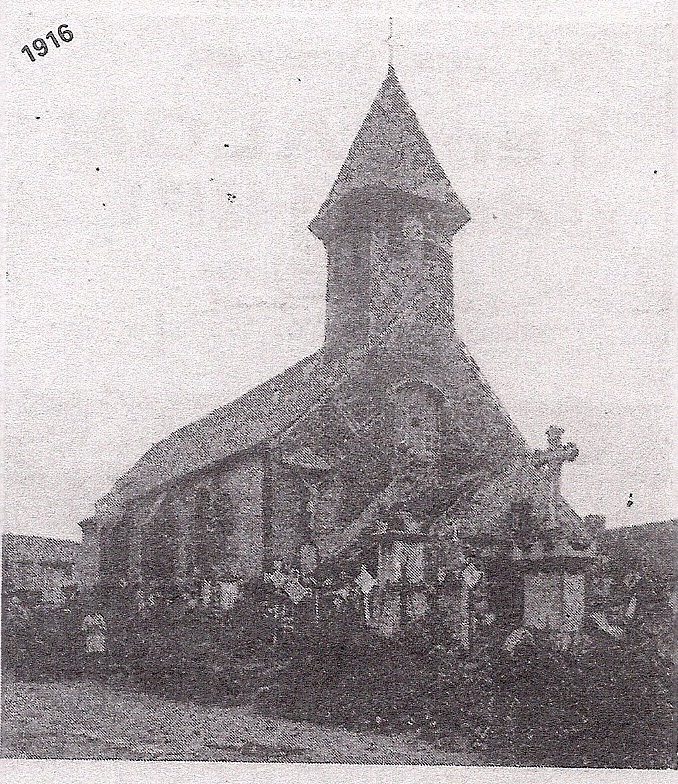
Oude kerk (1916)
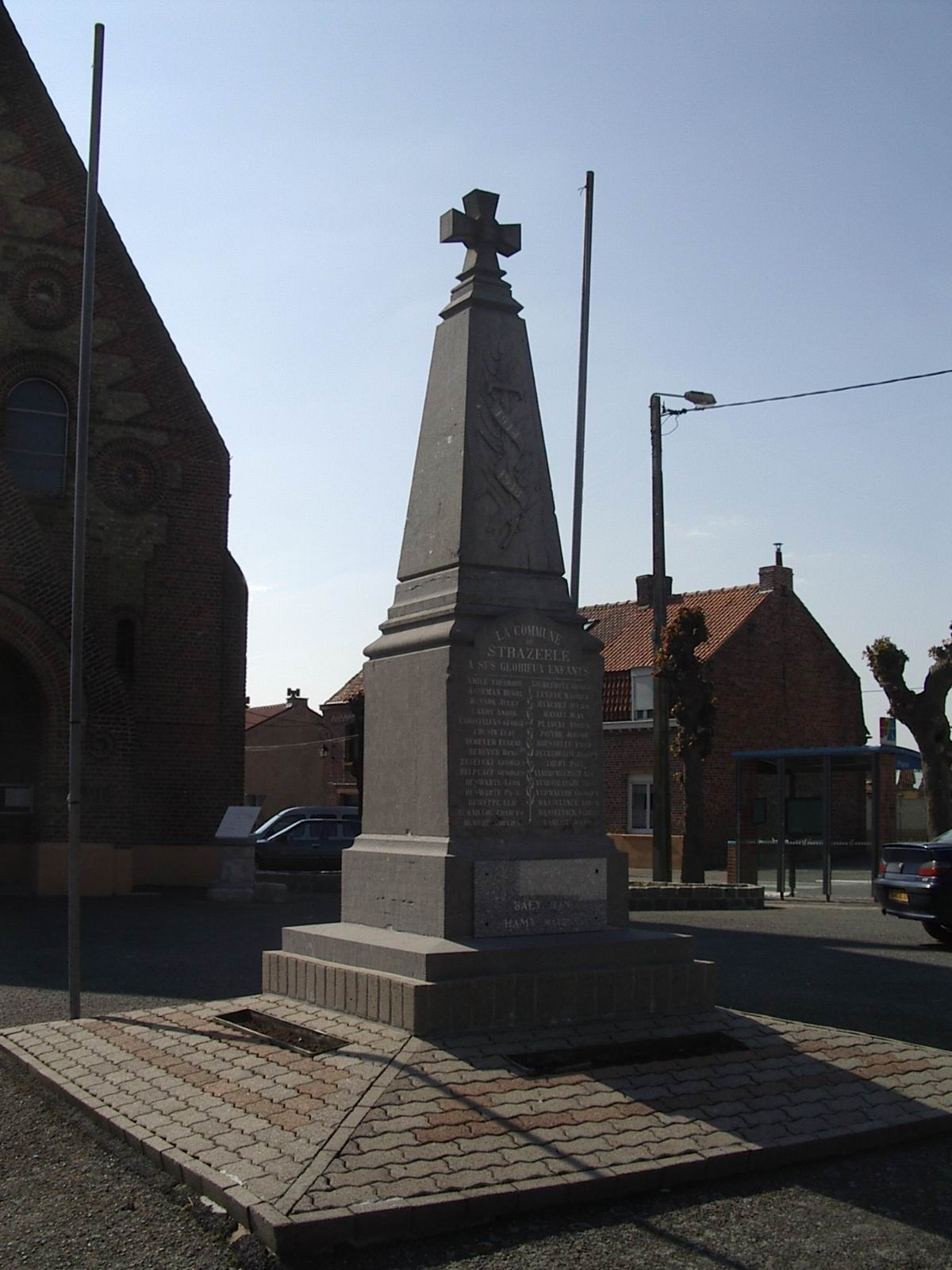
Monument voor de gesneuvelden

## Natuur en landschap
Strazele ligt in het Houtland op een hoogte van 17-61 meter. Het eigenlijke dorp ligt op 52 meter hoogte.

## Geboren in Strazele
- Pierre Pintaflour (1502-1580), bisschop van Doornik tussen 1575 en 1580.
- Jean Strazeele of Joannes Strazelius, professor Oud-Grieks uit de zestiende eeuw.

## Demografie
Onderstaande figuur toont het verloop van het inwonertal (bron: INSEE-tellingen).

## Verkeer en vervoer
Aan de noordkant van Strazele passeert de hogesnelheidslijn voor de TGV tussen Rijsel en Calais en aan de zuidkant loopt de normale spoorlijn die Rijsel verbindt met Hazebroek. Vanuit Hazebroek bestaan verbindingen richting Duinkerke en Calais. In de gemeente ligt het Station Strazeele. 

## Nabijgelegen kernen
Pradeels, Kaaster, Vleteren, Meteren, Merris, Sec-Bois, Oud-Berkijn
Belle · Berten · Boeschepe · Borre · Eke · Godewaarsvelde · Hondegem · Kaaster · Kassel · Merris · Meteren · Niepkerke · Okselare · Oud-Berkijn · Pradeels · Sint-Janskappel · Sint-Mariakappel · Sint-Silvesterkappel · Stapel · Steenwerk · Strazele · Vleteren · Zoeterstee
Armboutskappel · Arneke · Bambeke · Bavinkhove · Belle · Berten · Bieren · Bissezele · Blaringem · Boeschepe · Boezegem · Bollezele · Borre · Bray-Dunes · Broekburg · Broekkerke · Broksele · Buisscheure · Drinkam · Duinkerke · Ebblingem · Eke · Ekelsbeke · Eringem · Gijvelde · Godewaarsvelde · La Gorgue · Grand-Fort-Philippe · Grevelingen · Groot-Sinten · Hardefoort · Haverskerke · Hazebroek · Herzele · Holke · Hondegem · Hondschote · Hooimille · Houtkerke · Kaaster · Kapelle · Kapellebroek · Kassel · Killem · Kraaiwijk · Krochte · Kwaadieper · Lederzele · Ledringem · Leffrinkhoeke · Linde · Loberge · Loon · Meregem · Merkegem · Merris · Meteren · Millam · Moerbeke · Niepkerke · Nieuw-Berkijn · Nieuw-Koudekerke · Nieuwerleet · Noordpene · Ochtezele · Okselare · Oostkappel · Oud-Berkijn · Oudezele · Pitgam · Pradeels · Rekspoede · Rubroek · Ruisscheure · Sint-Janskappel · Sint-Joris · Sint-Mariakappel · Sint-Momelijn · Sint-Pietersbroek · Sint-Silvesterkappel · Sint-Winoksbergen · Soks · Spijker · Stapel · Steenbeke · Steenvoorde · Steenwerk · Stegers · Stene · Strazele · Terdegem · Téteghem-Coudekerque-Village · Tienen · Uksem · Vleteren · Volkerinkhove · Waalskappel · Warrem · Waten · Wemaarskappel · Westkappel · Wilder · Winnezele · Wormhout · Wulverdinge · Zegerskappel · Zerkel · Zermezele · Zoeterstee · Zuidkote · Zuidpene